# Juozas Imbrasas
Juozas Imbrasas (ur. 8 stycznia 1941 w miejscowości Dajnowo w rejonie wiłkomierskim) – litewski polityk, inżynier, samorządowiec, były mer Wilna, eurodeputowany VII kadencji.

## Życiorys
W 1967 ukończył studia w filii kowieńskiego Instytutu Politechnicznego, specjalizując się w zakresie inżynierii budowlanej. Przez trzy lata był pracownikiem naukowym tej uczelni. Później do 1994 był zatrudniony w przemyśle jako starszy inżynier, naczelnik ds. organizacyjnych i dyrektor techniczny. W połowie lat 90. zarządzał wileńską spółką komunalną.
Od 1997 nieprzerwanie wybierany do wileńskiej rady miasta, początkowo z ramienia Związku Ojczyzny. W tym samym roku został pierwszym zastępcą mera. Gdy kierujący miastem Rolandas Paksas stanął na czele rządu litewskiego, Juozas Imbrasas w czerwcu 1999 przejął urząd burmistrza. W tym samym roku wraz ze swoim poprzednikiem przeszedł do Litewskiego Związku Liberałów. Merem był do kwietnia 2000, ustępując na rzecz Rolandasa Paksasa i zostając (na okres do 2003) jego zastępcą.
W 2002 znalazł się wśród założycieli Partii Liberalno-Demokratycznej, rok później został kierownikiem sekretariatu klubu poselskiego tego ugrupowania. Po wyborach samorządowych w 2007, w których po raz czwarty z rzędu uzyskał mandat radnego, ponownie objął urząd mera Wilna (w ramach koalicji m.in. z socjaldemokratami i Akcją Wyborczą Polaków na Litwie).
W wyborach parlamentarnych w 2008 dostał się do Sejmu z listy krajowej Porządku i Sprawiedliwości, odmawiając jednak (z uwagi na zakaz łączenia stanowisk) przyjęcia mandatu deputowanego. Jednocześnie w lutym 2009 utracił większość w radzie miejskiej, co skutkowało jego odwołaniem ze stanowiska burmistrza i przejęciem władzy przez koalicję skupioną wokół Związku Ojczyzny.
W 2009 został posłem do Parlamentu Europejskiego VII kadencji. Mandat wykonywał do 2014. W wyborach parlamentarnych w 2016 ponownie wybrany do Sejmu. W trakcie kadencji dołączył do frakcji Litewskiego Związku Rolników i Zielonych.